# Stickelbergers sats
Inom matematiken är Stickelbergers sats ett resultat som ger information om Galoismodulstrukturen av klassgrupper av cyklotomiska kroppar. Ett specialfall bevisades först av Ernst Kummer (1847), och det allmänna fallet bevisades av Ludwig Stickelberger (1890).

### Fotnoter
1. ↑  Washington 1997, Notes to chapter 6.